# Staatliche Kommission für Entwicklung und Reform

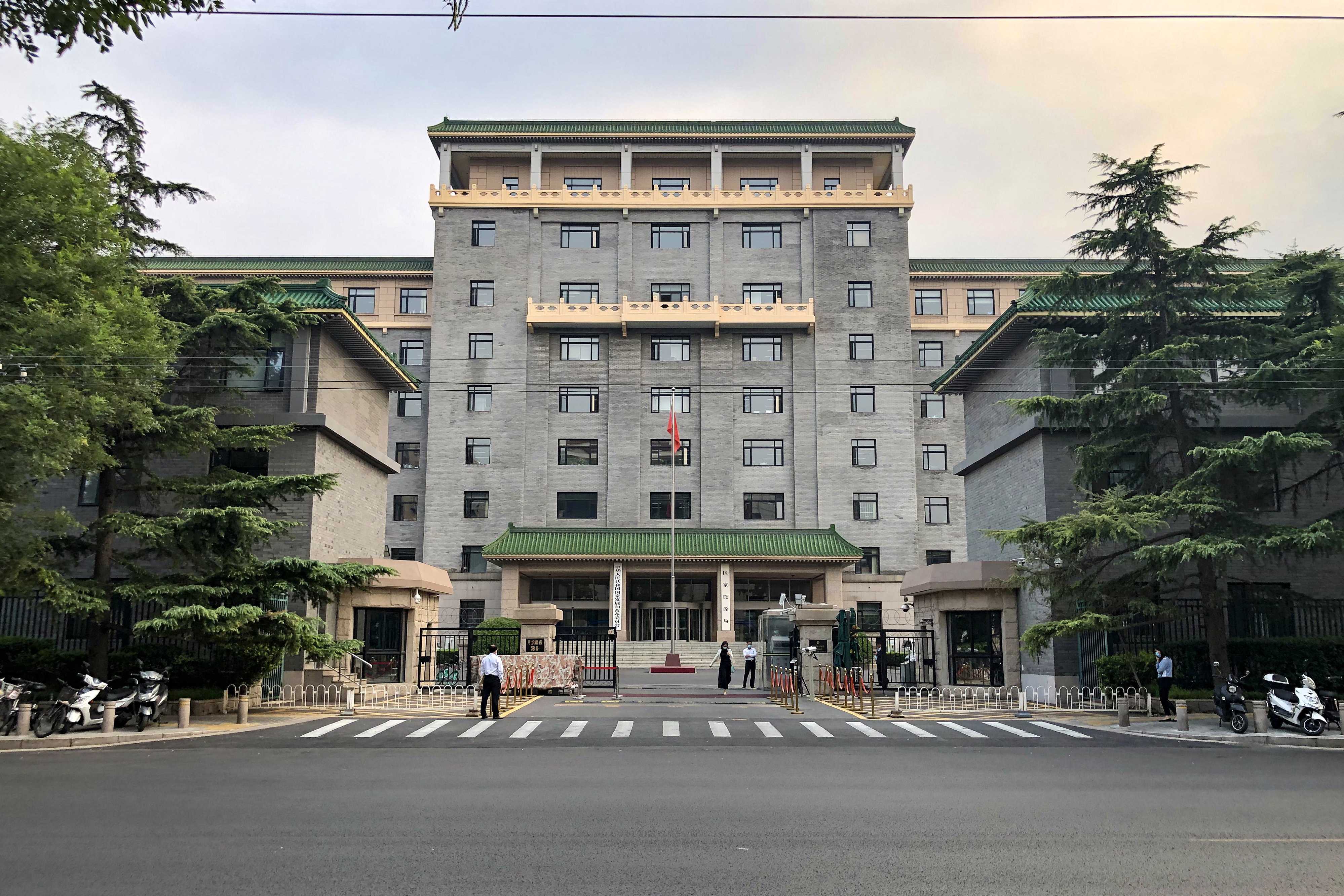
Die Staatliche Kommission für Entwicklung und Reform

Die Staatliche Kommission für Entwicklung und Reform (chinesisch 國家發展和改革委員會 / 国家发展和改革委员会, Pinyin Guójiā Fāzhăn hé Găigé Wěiyuánhuì), abgekürzt als chinesisch 发改委 oder SKER, ist eine Institution der Zentralregierung der Volksrepublik China. Sie gehört zum Staatsrat der Volksrepublik China und stellt die bedeutendste Aufsichtsbehörde für die wirtschaftliche Entwicklung der Volksrepublik China dar.

## Geschichte
Die Kommission ist Nachfolger der Staatlichen Planungskommission (国家计划委员会, Pinyin Guójiā Jìhuà Wěiyuánhuì), kurz 国家计委, die seit dem 15. November 1952 die zentral geplante Wirtschaft Chinas organisiert hatte. 1998 wurde sie in Staatliche Planungskommission für Entwicklung (SPKE) umbenannt, die 2003 mit einem Teil der Staatlichen Kommission für Wirtschaft und Handel (SKWH) zusammengeschlossen wurde. Im Jahr 2005 ging die SKER aus der SPKE hervor. 

## Leitung
Seit März 2023 ist Zheng Shanjie der Leiter der Kommission.

## Entwicklungen
2012 traf sie eine Regelung, nach der ausländische Automobilhersteller keine Förderung bei der Ansiedelung mehr genießen. Dies kann für die Förderung der eigenen Automobilindustrie und für die Absatzchancen deutscher Hersteller von großer Bedeutung werden. China ist seit 2009 wichtigster Hersteller von Automobilen und produzierte 2010 18 Millionen Fahrzeuge.